# Brasil 1–1 França (Copa do Mundo de 1986)
Brasil 1 x 1 França foi um dos mais notáveis jogos da história da Copa. Foi realizado no Estádio Jalisco, em Guadalajara, em 21 de junho de 1986, válido pelas quartas de finais da Copa do Mundo do México de 1986. A partida foi disputada entre o Brasil e a França, que era a campeã europeia de 1984, na tentativa de consagrar a grande geração de jogadores dos dois países. De um lado, Zico, Sócrates e Careca; do outro, Platini, Giresse e Tigana que tentavam apagar a dor da eliminação nas semifinais de 1982. A França venceu pelo placar de 4 a 3 na disputa por pênaltis, após o empate por 1 a 1 no tempo normal e a persistência do empate na prorrogação.
A geração de Zico, Júnior, Falcão, Sócrates e companhia perdeu a última chance de ganhar uma Copa do Mundo. Zico carregou o fardo da eliminação em sua triste despedida dos Mundiais.

## O jogo
O equilíbrio marcou o jogo, em que as melhores oportunidades foram do Brasil. Aos 18 minutos de jogo, Careca abriu o placar. Foi o quinto gol do artilheiro da Seleção naquela Copa. Os Franceses chegaram ao empate ainda no primeiro tempo. Numa jogada que envolveu Giresse, Rocheteau e Stopyra, o capitão Michel Platini empatou aos 40 minutos. Foi o primeiro gol sofrido pelo Brasil, depois de ter marcado por dez vezes. No segundo tempo, o Brasil teve o jogo na mão. Branco - cujo futebol foi crescendo ao longo do Mundial - avançou, passou para Zico, recebeu de volta um belo passe e foi derrubado na área pelo goleiro Bats aos 29m. Zico, que acabara de entrar para o lugar de Müller, foi cobrar o penalti, mas bateu mal, e o goleiro Francês defendeu. A partida foi para o prorrogação, mas permaneceu empatada. Na decisão por pênaltis, os Franceses levaram a melhor. Na primeira cobrança, Bats defendeu o remate de Sócrates. A França fez 1 a 0 por Stopyra. Nas cobranças seguintes, as duas seleções marcaram - na terceira cobrança francesa, de Bellone, a bola bateu na trave e nas costas do goleiro Carlos antes de entrar. Na última cobrança francesa, Michel Platini desperdiçou. Mas em seguida, Júlio César chutou na trave de Bats. Fernandez confirmou a classificação Francesa.

### Detalhes
| 21 de junho de 1986 | Brasil     | 1 - 1             | França             | Jalisco, Guadalajara                   |
|                     | Careca 17' | 1-1 0-0 Relatório | Michel Platini 41' | Público: 65,000 Árbitro: ROM Ioan Igna |

|                                              |     | Penalidades                                   |  |
| Sócrates: Alemão: Zico: Branco: Júlio César: | 3–4 | Stopyra: Amoros: Bellone: Platini: Fernández: |  |

| Brasil | França |

| GK           | 1  | Carlos (Corinthians)         |
| DF           | 13 | Josimar (Botafogo)           |
| DF           | 4  | Edinho (Udinese )            |
| DF           | 14 | Júlio César (Guarani)        |
| DF           | 17 | Branco (Fluminense)          |
| MF           | 19 | Elzo (Atlético Mineiro)      |
| MF           | 6  | Júnior (Torino) 91'          |
| MF           | 15 | Alemão (Botafogo)            |
| MF           | 18 | Sócrates (Flamengo)          |
| CF           | 7  | Müller (São Paulo) 71'       |
| CF           | 9  | Careca (São Paulo)           |
| Substitutos: |    |                              |
| GK           | 12 | Paulo Victor (Fluminense)    |
| GK           | 22 | Emerson Leão (Palmeiras)     |
| DF           | 13 | Édson (Internacional)        |
| DF           | 3  | Oscar (São Paulo)            |
| DF           | 16 | Mauro Galvão (Internacional) |
| MF           | 21 | Valdo (Grêmio)               |
| MF           | 10 | Zico (Flamengo) 71'          |
| CF           | 8  | Casagrande (Corinthians)     |
| MF           | 20 | Silas (São Paulo) 91'        |
| MF           | 5  | Falcão (São Paulo)           |
| CF           | 11 | Edivaldo (Atlético Mineiro)  |
| Técnico:     |    |                              |
| Telê Santana |    |                              |

| GK           | 1  | Joël Bats (PSG)                 |
| DF           | 8  | Thierry Tusseau (Nantes)        |
| DF           | 6  | Maxime Bossis (Racing)          |
| DF           | 4  | Patrick Battiston (Bordéus)     |
| DF           | 2  | Manuel Amoros (Monaco)          |
| MF           | 9  | Luis Fernández (PSG)            |
| MF           | 12 | Alain Giresse (Bordéus) 87'     |
| MF           | 14 | Jean Tigana (Bordéus)           |
| MF           | 10 | Michel Platini (Juventus)       |
| CF           | 18 | Dominique Rocheteau (PSG) 99'   |
| CF           | 19 | Yannick Stopyra (Sochaux)       |
| Substitutos: |    |                                 |
| GK           | 21 | Philippe Bergeroo (Toulouse)    |
| GK           | 22 | Albert Rust (Sochaux)           |
| DF           | 3  | William Ayache (Nantes)         |
| DF           | 5  | Michel Bibard (PSG)             |
| DF           | 7  | Yvon Le Roux (Nantes)           |
| MF           | 11 | Jean-Marc Ferreri (Auxerre) 87' |
| MF           | 13 | Bernard Genghini (Monaco)       |
| MF           | 15 | Philippe Vercruysse (Bordéus)   |
| CF           | 17 | Jean-Pierre Papin (Club Brugge) |
| CF           | 20 | Daniel Xuereb (Lens)            |
| CF           | 16 | Bruno Bellone (Monaco) 99'      |
| Técnico:     |    |                                 |
| Henri Michel |    |                                 |

| Assistentes: Lajos Németh Vojtěch Christov |